# 61
61 је била проста година.

## Догађаји
- Префект Рима, Луциje Педанијe Секунд, убио га је његов роб. Свих 400 људи из његове градске породице је погубљено.
- Гај Светоније Паулин гуши антиримску побуну британских племена коју је предводила Будика, краљица Ицена.
- Луције Цезеније Пает постао је конзул заједно са Публијем Петронијем Турпилијаном
- Гај Светоније Паулин изводи казнену операцију на острву Англзи, праћену уништавањем светих места Друида
- Каиус Јулиус Класицианус постао је прокуратор Британије. Паулина у Британији заменио је легат Петроније Турпилијан. Легат Требеллиус Макимус.
- Галба је постављен за гувернера Тараконске хиспаније. Вителије је постављен за проконзула у Африци и надзорника јавних радова. Веспазијан је постављен за гувернера Африке.
- ОК. 61 — Суђење Апостолу Павлу уз учешће Ирода Агрипе, Беренике и прокуратора Јудеје Порција Феста (у. око 62). Павла су послали у Рим.
- 61-62 - јеврејски првосвештеник Јосиф Кабиус.

## Рођења
- Плиније Млађи, римски аутор и државник (у. 113)